# Leopoldsbad

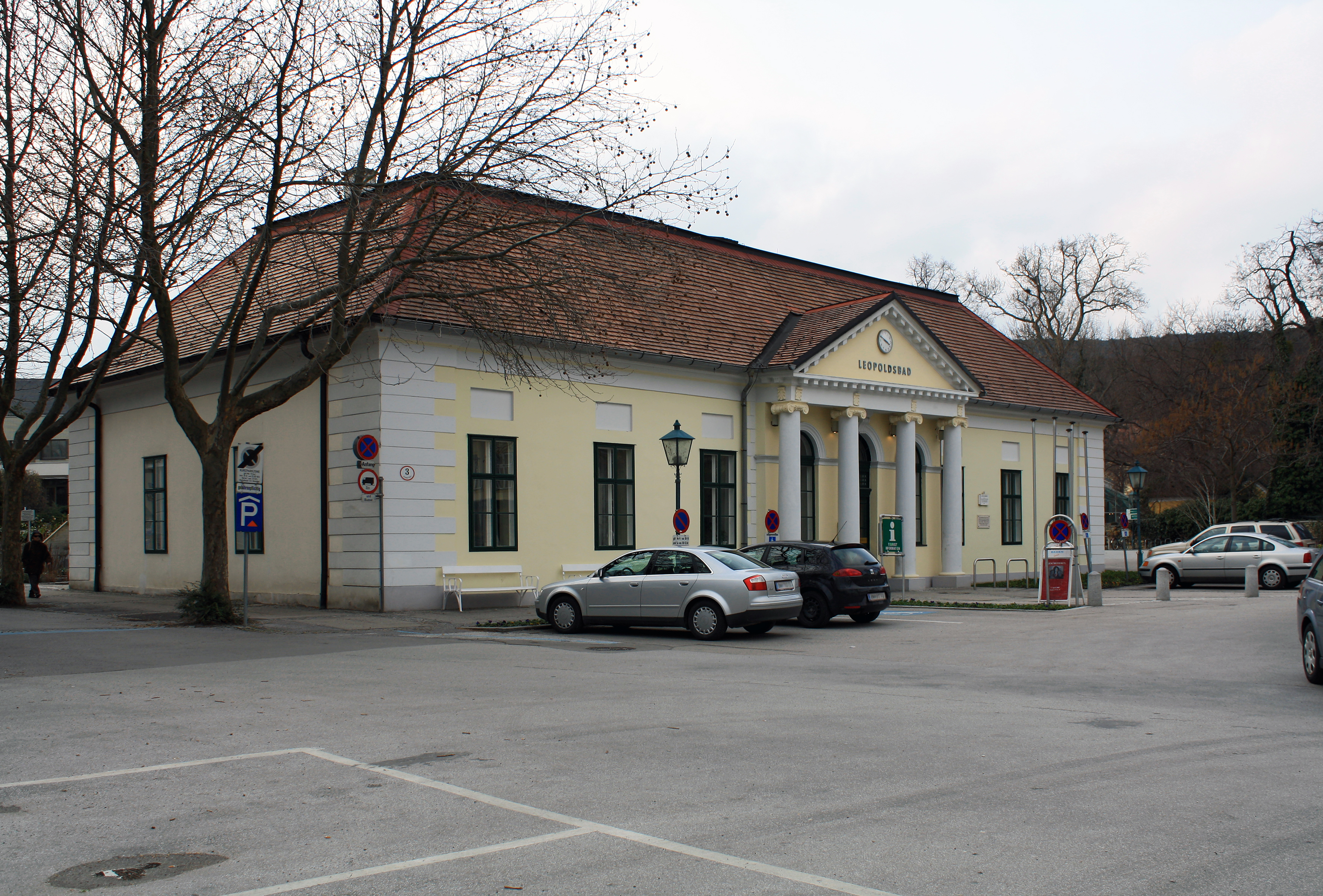
Leopoldsbad

Das Leopoldsbad (früher Heiligenkreuzerbad) ist ein ehemaliges Bad in der niederösterreichischen Kurstadt Baden. Heute beherbergt es die Tourismusinformation. Das Gebäude steht unter Denkmalschutz.

## Geschichte
Das Bad wurde erstmals 1662 als Heiligenkreuzerbad genannt.
Es war immer ein wirtschaftliches Sorgenkind: Eine kalte Wasserader senkte ständig die Temperatur, und Verunreinigungen verringerten seine Wasserqualität, die vor der Fassung im 19. Jahrhundert zeitweilig als gesundheitsgefährdend dargestellt wurde. Als 1811 die Heiligenkreuzer Herrschaft endete, konnte die Stadt Baden 1812 im Wege eines Vereins das Bad errichten. Dessen Pläne werden bisweilen Joseph Kornhäusel zugeschrieben. 1828 wurde eine neue Technik für ein Dampf-, Douche-, Regen- und Tropfbad installiert, die jedoch rasch veraltete. 1873 übernahm die Hotel- und Bädergesellschaft das Leopoldsbad, 1883 wurde es von der Stadt zurückgenommen, renoviert (dabei wurde das 1812 aufgesetzte Türmchen entfernt) und 1884 wieder zugänglich gemacht. Ein Teil blieb später tageweise ein Armenbad. Das Schwefelwasser wies nur eine Temperatur von 24 °C auf. Wegen dieser vergleichsweise geringen Temperatur und des damit verbundenen günstigeren Eintrittsgeldes wurde die Badeanstalt von ärmeren Besuchern genutzt. Der Name selbst lautete nun Leopoldsbad in Erinnerung an den Heiligen Leopold, Gründer von Heiligenkreuz. 1908 wurde die Quelle bis zum Dolomitgrund ausgelotet, 1909 erfolgte (ohne besondere Verbesserung) eine neue Fassung der Quelle, 1915 wurde das Leopoldsbad ein Militärbad, in der Zwischenkriegszeit war es zweimal wöchentlich billiges Volksbad. Seit etwa 1925 zeigte es nur unregelmäßigen Badebetrieb, 1939 wurde es gesperrt, ab 1946 zeitweise, ab 1952 endgültig als Abfüllanlage dem Pächter der das Bad speisenden Peregriniquelle überlassen und 1972/73 für den Mineralwasserbetrieb überholt. 1975 wurde die Leopoldsquelle (zur Außerhausnutzung) neuerlich gefasst.
Ab 1988 stand das Haus leer bzw. beherbergte einen Flohmarkt, ab 1995 die Kur- und Bäderdirektion, später die Tourist Information Baden.

## Bau
Der klassizistische eingeschoßige neunachsige Baukörper ist walmbedacht, seine Kanten sind genutet. Der Dreiecksgiebel des dreiachsigen mittleren Portikus ruht auf ionischen Säulen. Im seichten Mittelrisalit wird das Rundbogenportal von großen rundbogigen Fenstern flankiert.

Präsentiert sich auch in dem säulengetragenen Giebel die wiederauflebende Antike, entstammt die Fassadengliederung der Flanken mit den Rechteckfeldern dem Motivenbereich des 18. Jahrhunderts, der hier bis weit ins 19. Jahrhundert hinein überlebt.